# Luis Cervantes Dato
Luis Cervantes Dato (Mula, Murcia, 4 de marzo de 1877-Ibidem., 9 de mayo de 1927), fue un soldado y héroe español, que participó en el asedio al que fue sometido junto con su destacamento militar en Filipinas por parte de los insurrectos.

## Biografía

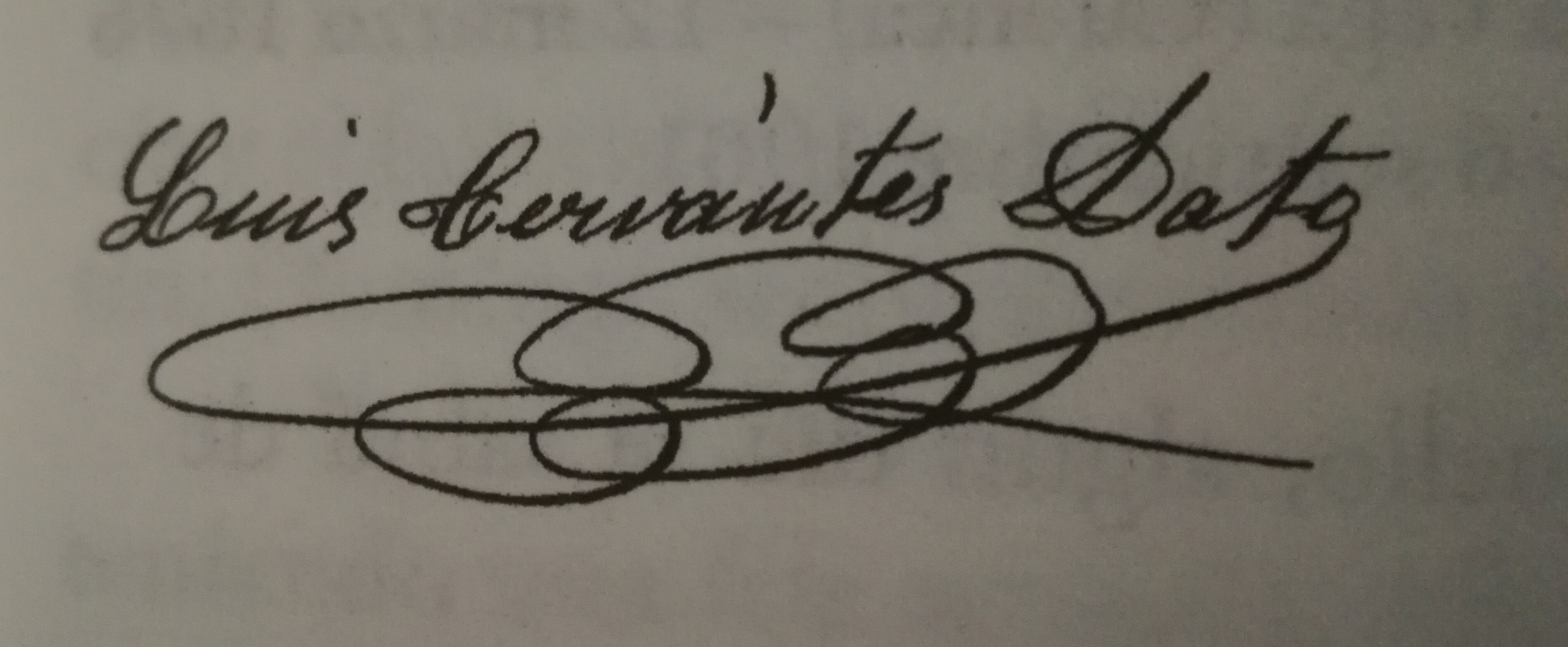
Firma de Luis Cervantes Dato

Hijo de Marcos Cervantes Muñoz, bracero y de Maravillas Dato Fernández. Fue bautizado en la parroquia de San Miguel Arcángel de Mula, y durante sus primeros años se dedicó a las labores del campo, aunque también se defendía leyendo y escribiendo. El muleño Luis Cervantes Dato fue uno de los soldados que vivió el asedio al que fue sometido un destacamento español por parte de los insurrectos filipinos en la iglesia del pueblo de Baler, en la isla de Luzón, durante 337 días, cuando Filipinas todavía era colonia española. El héroe muleño fue nombrado Caballero Cubierto ante el rey, condecorado con tres Cruces de Plata al Mérito Militar con distintivo rojo, y otra medalla más por la campaña de Luzón. Recibió la Real y Militar Orden de San Hermenegildo.

## Contexto histórico. Sitio de Baler

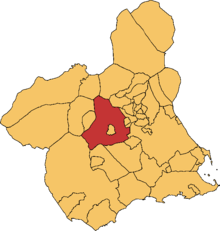
Ubicación de Mula, Murcia

Es llamado a filas el 6 de mayo de 1896 y citado para el 11 de este mismo mes. Intentó evitar la mili presentado un justificante médico, pero de poco le sirvió, ya que por entonces el único justificante que valía era el de un padrino poderoso o 2.000 pesetas de rigor. El 1 de noviembre jura bandera y el 8 parte a bordo del vapor Alfonso XIII con el Batallón de Cazadores Expedicionarios n.º 2 para las Filipinas y el general Polavieja como nuevo Gobernador General de Filipinas. El 3 de diciembre desembarca en el puerto de Manila y el 8 se dirige hacia su primer destino de guerra conocido como “Campaña de Lachambre”. Duró cuatro meses hasta la conquista de Cavite, con la gran batalla de Silang, donde Luis Cervantes salió ileso en combate. Pasados unos días, queda acuartelado con su compañía en el pueblo de López, provincia de Tayabas. El 23 de abril, el teniente Darío y los cuatro cazadores que quedaban en el destacamento, entre los que estaba el muleño, sufren una emboscada de 190 tagalos. Tras un duro combate a bayoneta, los insurrectos katipuneros son rechazados y huyen dejando 130 bajas entre muertos y heridos. Los cazadores, tanto el teniente como el muleño y sus compañeros, resultaron heridos. Esta gesta le haría merecedor de su primera cruz de plata con distintivo rojo al mérito militar y pensionada con 7,5 pesetas.
El 6 de agosto da comienzo su segunda hazaña, sale en ferrocarril formando parte de la expedición comandada por el teniente coronel, Segundo Pardo Pardo que acude en socorro de la guarnición del pueblo de San Rafael, cabecera de la provincia de Bulacán. Un día después de su llegada, el destacamento estaba cercado por más de 2000 insurrectos. Los tagalos, atrincherados en el puente de entrada al pueblo, conocido como Pantubig, esperaban a las tropas españolas que venían de refuerzo manteniendo un duro enfrentamiento en dicho puente. Finalmente, el Batallón de refuerzo y el destacamento del pueblo consiguen derrotarlos huyendo estos dispersos ante la superioridad de la tropa de Cazadores. En su huida, abandonaron la carga de alimentos y otros suministros que habían acopiado en el pueblo. Los insurgentes sufrieron al menos 350 bajas entre muertos y heridos, 125 fueron enterrados por las fuerzas leales. Este combate le valió a Luis Cervantes y a sus compañeros una medalla de reconocimiento al mérito militar. Tras unos meses combatiendo por otras provincias, se firma la paz entre España y la Liga Revolucionaria del Katipunan el 14 de diciembre de 1897. Luis Cervantes es destinado junto a 49 compañeros más y dos oficiales del 2.º Batallón al pueblo de Baler en el Distrito del Príncipe. A esta expedición se unieron un teniente médico y tres sanitarios, más el cura de la parroquia. El 12 de febrero de 1898, el destacamento hace su entrada en Baler para relevar a la compañía del capitán Roldán.

## Participación en la Revolución filipina

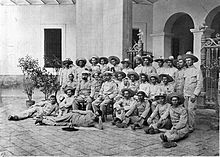
Soldados españoles destinados en Baler, Filipinas.

La Revolución filipina (agosto de 1986 - junio de 1989) fue un conflicto armado entre el gobierno colonial español y los insurrectos filipinos del Katipunan, fundado por Andrés Bonifacio, que si bien terminó con el dominio español sobre el archipiélago, sirvió como inicio de la guerra filipino-estadounidense. La voladura del Maine (buque de guerra norteamericano) en la isla de Cuba a mediados de febrero de 1898 -accidental como posteriormente pudo demostrarse- fue achacada a los españoles. Este hecho produjo revueltas en el asentamiento filipino-español, que tuvieron que contener una fuerza de 20.000 hombres. En el verano de 1898, en la pequeña aldea costera de Baler (isla de Luzón), un grupo de soldados españoles lucharon contra los insurrectos. Liderados por el capitán Enrique de las Morenas, el medio centenar de combatientes españoles sufrieron un asedio y se vieron obligados a refugiarse en la iglesia del pueblo. Entre ellos se encontraba el muleño Luis Cervantes Dato. Al poco, el 13 de agosto de ese mismo año, el General Fermín Jáudenes pacta la rendición y ocupación de Manila con los mandos norteamericanos; la guerra había terminado, pero la noticia no llegó a este pequeño reducto de Baler. Muere el teniente Zayas y al poco Enrique de Las Morenas, quedando al mando de la guarnición el otro teniente de infantería, Saturnino Martín Cerezo, que no cesa en su empeño de resistir a toda costa.

## Firma del Tratado de París (1898)
El 10 de diciembre de 1898 se firma formalmente el Tratado de París entre España y Estados Unidos se ponía fin a la contienda y, formalmente, a la guerra entre ambos países, España cedía la soberanía sobre Filipinas a EE. UU., sin embargo, el sitio en la pequeña iglesia de Baler continuaba. El teniente Martín Cerezo desoía las voces de emisarios enemigos que decía que la guerra había terminado, la defensa de la Plaza sitiada era su prioridad. En enero de 1899, los soldados ya no tenían recursos para alimentarse, pero siguieron resistiendo hasta abril, cuando el mando estadounidense envía a la zona al cañonero USS Yorktown con la misión de poner fin a aquello, los españoles creen que son el refuerzo. La tripulación del navío queda admirada por la gesta de aquel puñado de hombres. En mayo, un teniente coronel del ejército español es el encargado de intentar convencer al joven oficial Martín Cerezo de que todo había acabado. El teniente lo consideró un intruso, un desertor con uniforme de alto oficial. Finalmente, el relato de un periódico que comunicaba un nuevo destino para un compañero de armas de Cerezo hizo entrar en razones al obstinado teniente.
El día 2 de junio de 1899, tras 337 días de heroica resistencia numantina, los 33 supervivientes abandonaron la iglesia, famélicos, aunque en formación marcial, y llegaron a Manila para desplazarse en barco a Barcelona. El propio enemigo abre un pasillo rindiendo honores por esta gesta heroica. Debido a esto, los sitiados en Baler fueron conocidos como los últimos de Filipinas. En la audiencia que les concedió la reina regente María Cristina a su llegada, el teniente Martín afirmó que él únicamente había cumplido con su deber. ¡Ay, Martín!, si todos hubieran cumplido con su deber..., fue la respuesta de la reina. El fin de la guerra de Filipinas supuso la vuelta a casa de Luis quien, a bordo del vapor Alicante, en una travesía que duró algo más de un mes, arribó al puerto de Barcelona el 1 de septiembre de 1899. Desde allí, en compañía de su amigo y compañero de armas, el también murciano y vecino de Cieza Francisco Real Yuste, llegan a sus localidades el 4 de septiembre. A su regreso, se casó y tuvo once hijos, de los que sobrevivieron seis. Al parecer, ejerció como cartero en San Pedro del Pinatar, y más tarde de albañil y jornalero. Luis Cervantes Dato murió a la edad de 50 años en Mula, su pueblo natal.

## La vuelta a casa
En la actualidad, Luis Cervantes Dato es considerado uno de los héroes de la hazaña de Baler, muy reconocido en Mula (Murcia), donde nació y murió. Luis y Encarna Hurtado Cervantes, nietos de Cervantes Dato, participaron en un homenaje público realizado en su localidad por el 120.º aniversario de la guerra (2016). El Consistorio quiso que la corporación municipal llegase al acuerdo de dedicar una calle a Luis Cervantes Dato. Desde el día 5 de marzo de 2017, sus restos descansan en el cementerio municipal de San Ildefonso de la ciudad de Mula, en un panteón dedicado a los hijos ilustres de esta ciudad milenaria. Además, por iniciativa del Ayuntamiento de Mula, se ha erigido un monolito en su honor, emplazado en el jardín que lleva su nombre.